# 하이코 헤를리히
하이코 헤를리히 (Heiko Herrlich, 1971년 12월 3일, 바덴뷔르템베르크주 만하임 ~) 은 은퇴한 독일의 축구 공격수로 감독이다.

## 경력
헤를리히는 1989년과 2004년 사이 258번의 분데스리가 경기에 출전하여 바이어 04 레버쿠젠, 보루시아 묀헨글라트바흐, 그리고 보루시아 도르트문트에서 총 76골을 득점하였다. 그는 보루시아 도르트문트에서 1995-96 시즌, 2001-02 시즌에 리그 우승을, 1997년에 UEFA 챔피언스리그와 인터콘티넨털컵 우승을 거두었다. 보루시아 묀헨글라트바흐 소속으로는 1995년에 DFB-포칼을 우승하였고, 같은 컵을 바이어 04 레버쿠젠에서 1993년에 우승을 거두었다.
2000년 8월, 그는 악성 뇌종양으로 진단되었다. 그는 방사능 치료를 성공적으로 마친 뒤 2001년에 필드에 복귀하였으나 이전의 기량을 회복하지는 못하였다. 그는 2004년까지 여러 차례의 부상을 겪은 후 은퇴하였다.

## 국가대표팀 경력
1995년, 그는 독일 축구 국가대표팀 일원으로 5경기 출전하는데 그 경기는 UEFA 유로 1996의 예선 경기들이었다. 그는 웨일스를 상대로 득점하였으나, 독일이 우승을 거둔 본선에는 부상으로 출전하지 못하였다.

## 감독 경력
그는 2005년에 코칭 라이선스를 획득한 뒤 보루시아 도르트문트의 유소년팀 감독이 되었다. 그는 2006년 독일 장애인월드컵의 대변인이었다.
2007년 7월, 그는 독일 U-17 국가대표팀의 감독으로 활약하며 대한민국에서 열린 2007년 FIFA U-17 월드컵에서 3위를 달성하였다. 2009년 10월 27일, 그는 독일 축구 협회와의 계약이 종료되었고, VfL 보훔과 나중에 계약하였으나 2010년 4월 29일에 해임되었다.
2011-12 시즌이 시작되기 전, 그는 SpVgg 운터하힝의 신임 감독이 되었다. 그는 2012년 5월 25일에 개인 사항으로 인해 클럽을 떠났다.

## 경력 통계

### 클럽 경력 통계
| 클럽 경력 | 클럽 경력               | 클럽 경력  | 리그 | 리그 | 컵   | 컵 | 리그컵 | 리그컵 | 클럽대항전 | 클럽대항전 | 합계 | 합계 |
| 시즌      | 클럽                    | 리그       | 출장 | 골   | 출장 | 골 | 출장   | 골     | 출장       | 골         | 출장 | 골   |
| --------- | ----------------------- | ---------- | ---- | ---- | ---- | -- | ------ | ------ | ---------- | ---------- | ---- | ---- |
| 1989–90   | 바이어 04 레버쿠젠      | 분데스리가 | 16   | 0    | 1    | 0  | -      | -      | -          | -          | 17   | 0    |
| 1990–91   | 바이어 04 레버쿠젠      | 분데스리가 | 18   | 3    | 1    | 0  | -      | -      | 3          | 1          | 22   | 4    |
| 1991–92   | 바이어 04 레버쿠젠      | 분데스리가 | 28   | 3    | 5    | 2  | -      | -      | -          | -          | 33   | 5    |
| 1992–93   | 바이어 04 레버쿠젠      | 분데스리가 | 13   | 0    | 0    | 0  | -      | -      | -          | -          | 13   | 0    |
| 1993–94   | 보루시아 묀헨글라트바흐 | 분데스리가 | 23   | 8    | 3    | 0  | -      | -      | -          | -          | 26   | 8    |
| 1994–95   | 보루시아 묀헨글라트바흐 | 분데스리가 | 32   | 20   | 6    | 6  | -      | -      | -          | -          | 38   | 26   |
| 1995–96   | 보루시아 도르트문트     | 분데스리가 | 16   | 7    | 4    | 2  | 0      | 0      | 6          | 1          | 27   | 10   |
| 1996–97   | 보루시아 도르트문트     | 분데스리가 | 23   | 8    | 1    | 1  | 0      | 0      | 9          | 3          | 33   | 12   |
| 1997–98   | 보루시아 도르트문트     | 분데스리가 | 21   | 7    | 3    | 2  | 2      | 0      | 8          | 2          | 34   | 11   |
| 1998–99   | 보루시아 도르트문트     | 분데스리가 | 21   | 6    | 2    | 0  | -      | -      | -          | -          | 23   | 6    |
| 1999–00   | 보루시아 도르트문트     | 분데스리가 | 22   | 6    | 1    | 0  | 1      | 0      | 9          | 1          | 33   | 7    |
| 2000–01   | 보루시아 도르트문트     | 분데스리가 | 10   | 8    | 2    | 3  | -      | -      | -          | -          | 12   | 11   |
| 2001–02   | 보루시아 도르트문트     | 분데스리가 | 10   | 0    | 0    | 0  | 0      | 0      | 3          | 1          | 13   | 1    |
| 2002–03   | 보루시아 도르트문트     | 분데스리가 | 5    | 0    | 2    | 0  | 0      | 0      | 2          | 0          | 9    | 0    |
| 2003–04   | 보루시아 도르트문트     | 분데스리가 | 0    | 0    | 0    | 0  | 0      | 0      | 0          | 0          | 0    | 0    |
| 합계      |                         |            | 258  | 76   | 31   | 16 | 3      | 0      | 40         | 9          | 332  | 101  |

### 국가대표팀 득점 기록
아래의 점수에서 왼쪽의 점수가 독일의 점수이다.:
| #  | 날짜            | 경기장                   | 상대   | 점수 | 최종결과 | 대회                |
| -- | --------------- | ------------------------ | ------ | ---- | -------- | ------------------- |
| 1. | 1995년 4월 26일 | 라인슈타디온, 뒤셀도르프 | 웨일스 | 1–1  | 1–1      | UEFA 유로 1996 예선 |

### 감독 통계
2012년 11월 9일 기준
| 팀             | 취임             | 해임            | 기록 | 기록 | 기록 | 기록 | 기록   |
| 팀             | 취임             | 해임            | 전   | 승   | 무   | 패   | 승률   |
| -------------- | ---------------- | --------------- | ---- | ---- | ---- | ---- | ------ |
| VfL 보훔       | 2009년 10월 27일 | 2010년 4월 29일 | 22   | 4    | 8    | 10   | 18.18% |
| SpVgg 운터하힝 | 2011년 7월 1일   | 2012년 5월 25일 | 40   | 13   | 8    | 19   | 32.50% |
| 합계           | 합계             | 합계            | 62   | 17   | 16   | 29   | 27.42% |

## 수상

### 선수
- DFB-포칼: 1992–93, 1994–95
- 분데스리가: 1995–96, 2001–02
- UEFA 챔피언스리그: 1996–97
- 인터콘티넨털컵: 1997
- UEFA 슈퍼컵 준우승: 1997
- UEFA컵 준우승: 2002

#### 개인
- 분데스리가 득점왕: 1995 (마리오 바슬러와 공동 득점왕)

### 감독
- FIFA U-17 월드컵 3위: 2007
- 그는 2008년에 최고의 U-17 감독으로 선정되기도 하였다.